# Dag Burgos
Dag René Burgos Spangen (* 6. Januar 1967) ist ein ehemaliger guatemaltekischer Skilangläufer.

## Karriere
Bruderer trat lediglich bei den Olympischen Winterspielen 1988 in Calgary als Sportler in Erscheinung. Dort belegte er sowohl über die 15 km als auch die 30 km den 80. Platz.

## Privates
Sein Bruder Ricardo nahm 1988 ebenfalls als Skilangläufer an den Olympischen Winterspielen teil.

## Erfolge

### Olympische Winterspiele
- Calgary 1988: 80. 15 km, 80. 30 km